# Andrés Lamas
Andrés Lamas   (Montevideo, 16 de gener de 1984) és un futbolista professional uruguaià que ha disputat les lligues d'Uruguai, Turquia, Espanya, Equador, Suïssa, Argentina. Des de 2022 juga amb Cerro.